# Ѭ
Йотуваният голям юс, или йотуваната голяма носовка (Ѭ, ѭ), е производен на буквата голям юс, съществувала в кирилицата и глаголицата. Буквата представлява йотуван (с прибавено отпред и/й) вариант на големия юс, като нейната звукова стойност се изразява с [jɔ̃] (йон, йън). Тя предава позиционно съответствие на голямата носовка след гласна или мека съгласна. Доказателство за нефонемния ѝ характер в Кирило-Методиевия диалект е отсъствието на буквата в първоначалния вид на глаголицата.